# Barthélemy Formentelli

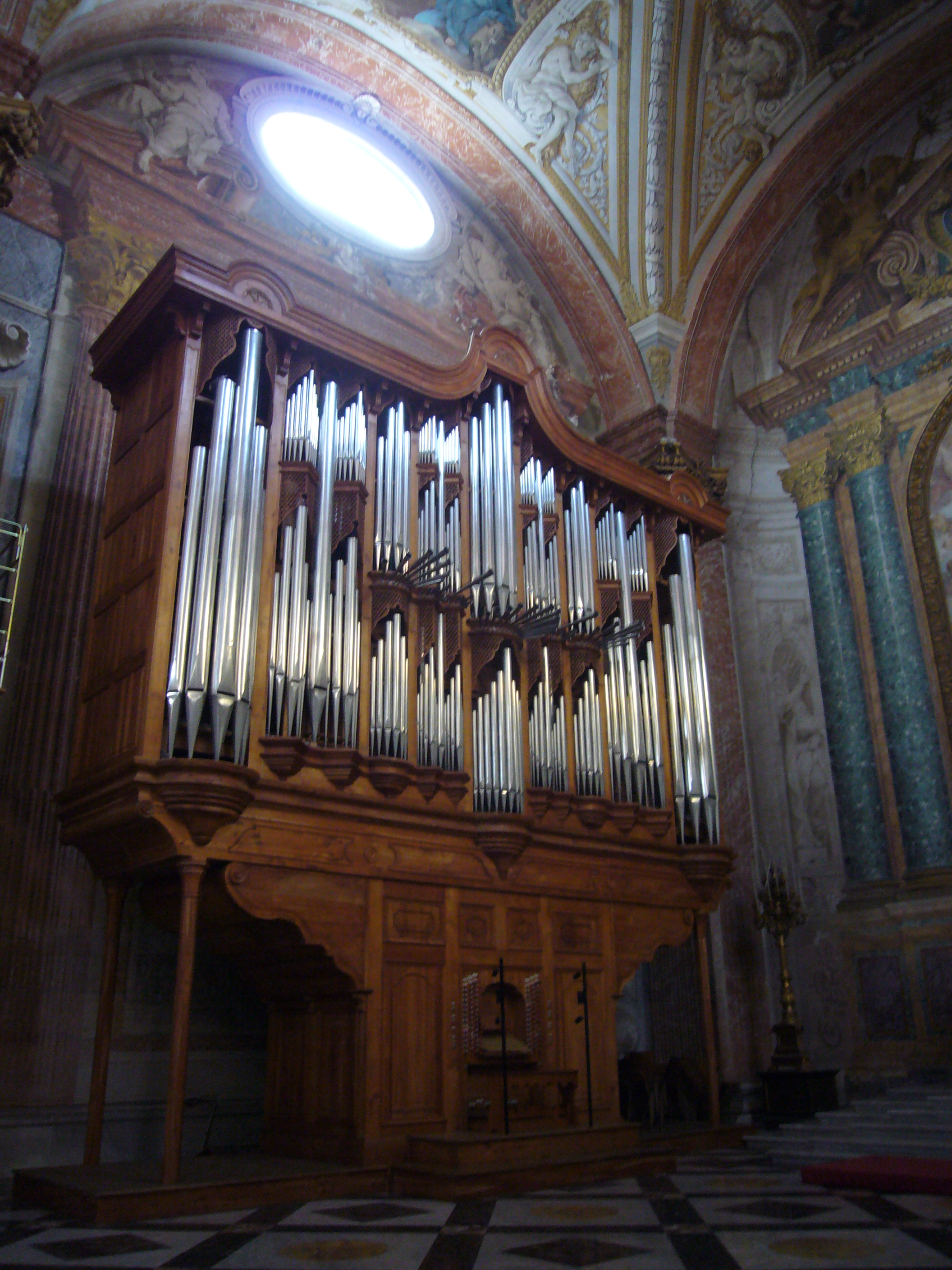
L'organo costruito da Bartolomeo Formentelli nella basilica di Santa Maria degli Angeli e dei Martiri a Roma.

Bartolomeo Formentelli (Courquetaine, 1939) è un organaro italiano.

## Biografia
Nato nel 1939 da una famiglia italiana originaria di Ono San Pietro, Bartolomeo Formentelli apprese i primi rudimenti di musica dallo storico e organologo Marcel Thomas, parroco del suo paese e maestro di cappella della cattedrale di Meaux.
Affascinato dal suono dell'organo, nel 1953 Formentelli decise che sarebbe diventato un organaro. Dopo aver lavorato per due anni in una falegnameria, entrò come garzone nel laboratorio Gonzales di Parigi, nel quale rimase per sette anni. Nel 1959 ricostruì l'organo della parrocchia di Dammarie-les-Lys, ricevendo come riconoscimento dal governo francese una medaglia d'oro.
Successivamente lavorò e studio per due anni con gli organari Jean Bourgarel e Philippe Hartmann. Nel 1964 si trasferì in Italia, avviando un laboratorio artigianale nel quale ha costruito o restaurato più di duecento organi.
Si occupa inoltre della costruzione e del restauro di clavicembali, fortepiani, spinette e regali.

## Elenco dei lavori di Bartolomeo Formentelli

### Organi restaurati
- 1959: organo della parrocchia di Dammarie-les-Lys, in Francia.
- 1964: organo di Claudio Merulo della fine del XVI secolo a Parma.
- 1965: organo del XVIII secolo all'Università di Berkeley, in California.
- 1967: organo del XVII secolo nella chiesa di Santa Francesca Romana a Ferrara.
- 1967-1991: quattro organi del XVIII secolo in Corsica.
- 1969: organo del XVIII secolo nella basilica di San Giacomo Maggiore a Bologna.
- 1969: organo del XVIII secolo nella chiesa di Pena a Lisbona, in Portogallo.
- 1972: organo del XVII-XIX secolo nel duomo di Carpi.
- 1973 organo del XVII-XIX secolo nella chiesa di Santa Maria in Organo a Verona.
- 1973: organo del XVIII secolo nella chiesa di San Nicolò dei Mendicoli a Venezia.
- 1979: organo Agati del 1839 nella parrocchia di Taggia (IM).
- 1981: organo Moucherel del 1732 nella cattedrale di Albi, in Francia.
- 1983: organo del 1770 nella cattedrale di Saint Pons, in Francia.
- 1983-1985: organo Oltrachino del XVII secolo nell'oratorio di Santa Caterina ad Alassio.
- 1984: organo del XVII secolo a Carcassonne, in Francia.
- 1986: organo del XVII secolo a Lanvellec, in Francia.
- 1988: organo del XVII-XIX secolo nella basilica di Beaune, in Francia.
- 1989: organo Biagi del 1598 nella basilica di San Giovanni in Laterano a Roma.
- 1990: organo del XVII secolo a Josselin, in Francia.
- 1991: organo Moucherel del 1725 a Mouzon, in Francia.
- 1992: organo Antegnati del XVI secolo nel duomo di Verona.
- 1992: organo del XVII secolo a Ploujean, in Francia.
- 1992: organo del XVII secolo nella cattedrale di Tarbes, in Francia.
- 1994: organo del 1673 nella basilica di San Giovanni Battista dei Fiorentini a Roma.
- 1994: organo Tommaso de Martino del XVIII secolo nella basilica di Santa Restituta a Napoli.
- 1994: organo del XVI secolo a Breteuil, in Francia.
- 1995: organo del XVIII secolo nell'oratorio dei Santi Pietro e Paolo a Genova.
- 1995: organo del XIX secolo nel santuario della Madonna della Costa a Sanremo.
- 1996: organo Ricci del XVIII secolo nella chiesa di San Giovanni a Rimini.
- 1997: organo Adriano Fedeli del XVII secolo a Dignano.
- 1999: organo Callido del XIX secolo a Lunano.
- 1999: organo idraulico Walter nei giardini del Palazzo del Quirinale a Roma.
- 2000: organo Sona del XIX secolo a Valeggio sul Mincio.
- 2002: organo Montesanti del XIX secolo a Castel d'Ario.
- 2002: organo Aletti del XIX secolo a Civita Castellana.
- 2002: organo Marchesini del 1845 nella chiesa parrocchiale di Santa Maria Assunta a Manerba del Garda
- 2003-2006: organo Josseline et Coquerel del 1542 e Lefebvre del 1738 a Caudebec-en-Caux, in Francia.
- 2004: organo Gerarl Brunel del 1673 a Saint-Vincent de Nay, in Francia.
- 2005: organo anonimo del XVIII secolo ad Angarano.
- 2007: organo Vitani-Montesanti del 1789 a Governolo.
- 2007: organo Serassi 1850 della Basilica Concattedrale di S. Andrea in Mantova.
- 2007: organo Priori del XVIII nella chiesa di San Giovanni della Pigna a Roma.
- 2008: organo Vayola del XVIII-XIX secolo a Gagliano Aterno.
- 2009: organo Callido del XIX secolo a Ossimo.
- 2010: organo a Torano di Borgorose.
- 2010: organo a Lugnano.
- 2011: chiesa di San Francesco d'Assisi a Matera.
- 2013: organo della parrocchiale di Sant'Alessandro ad Ono San Pietro
- 2013: organo G.B. De Lorenzi 1863 - Chiesa di S. Giacomo Maggiore a Feltre
- 2015: Basilica Cattedrale di Matera
- 2021: organo fratelli Martinelli 1862 - Parrocchia di San Giovanni Battista a Campagnano di Roma

### Organi costruiti
- 1965: chiesa di San Martino a Verona.
- 1968: chiesa di Santa Maria Assunta a Merano.
- 1970: chiesa Casa de Saùde de Idanha a Belas, in Portogallo.
- 1972: duomo di Cavarzere.
- 1975: chiesa arcipretale di San Marco a Rovereto.
- 1971-75: conservatori di Parma, Piacenza e Padova.
- 1982: chiesa San Luigi a Grenoble, in Francia.
- 1984: chiesa di Meymac, in Francia.
- 1984: organo da salone a Lugugnan, in Francia.
- 1985: chiesa di Santa Galla a Roma.
- 1989: chiesa di San Francesco di Sales a Ginevra, in Svizzera.
- 1990: Istituto Lemmens a Lovanio, in Belgio.
- 1990: organo da camera per Giuseppe Scarpat a Brescia.
- 1992: positivo per il conservatorio di Losanna, in Svizzera.
- 1992: chiesa di Santa Bernardette a Lourdes, in Francia.
- 1993: chiesa di San Giovanni in Valle a Verona.
- 1993: chiesa de la Cité a Périgueux, in Francia.
- 1995: chiesa di Stroppari a Vicenza.
- 1997: chiesa di Manigod, in Francia.
- 1998: basilica di Saint Laurent sur Sèvre, in Francia.
- 2000: convento di Mazille, in Francia.
- 2000: basilica di Santa Maria degli Angeli e dei Martiri a Roma.
- 2001: chiesa di Saint Jeanne-De-Chantal a Ginevra, in Svizzera.
- 2004-2009: organo Dom Bedos-Roubo nella chiesa di San Domenico a Rieti.
- 2006: chiesa di Santa Maria della Grotta a Praia a Mare.
- 2011: chiesa di Santa Maria Goretti a Mestre.